# جوران سفيجانوفيتش
جوران سفيجانوفيتش (مواليد 9 سبتمبر 1986) هو مدرب كرة قدم سلوفيني محترف ولاعب كرة قدم سابق، لعب كلاعب وسط. وهو مسؤول حاليًا عن منتخب سلوفينيا تحت 17 سنة لكرة القدم.

## المسيرة
في أكتوبر 2012، شارك جوران سفيجانوفيتش لأول مرة مع منتخب سلوفينيا لكرة القدم في مباراة تصفيات كأس العالم 2014 ضد منتخب قبرص لكرة القدم، حيث دخل كبديل ليوسيب إيليتشيتش في الدقيقة 84.

## الحياة الشخصية
أمضى جوران سفيجانوفيتش سنواته الأولى في نوفا جوريتسا، وانتقل إلى شيمبتر بري غريتسي عندما كان في السابعة من عمره. ابن عمه ميروسلاف سفيجانوفيتش هو أيضًا لاعب كرة قدم سابق.

## الأوسمة

### غوريتسا
- دوري سلوفينيا لكرة القدم: 2005–06[11]

### ماريبور[11]
- دوري سلوفينيا لكرة القدم 2010–11، دوري سلوفينيا لكرة القدم 2011–12، دوري سلوفينيا لكرة القدم 2012–13، دوري سلوفينيا لكرة القدم 2013–14
- كأس سلوفينيا: كأس سلوفينيا 2011–12 ، كأس سلوفينيا 2012–13

### أركا غدينيا
- كأس السوبر البولندي: 2018[11]

## روابط خارجية
- جوران سفيجانوفيتش باللغة السلوفينية
- جوران سفيجانوفيتش على موقع مؤسسة إحصاءات وثيقة لرياضة كرة القدم
- جوران سفيجانوفيتش على موقع سكور واي
- جوران سفيجانوفيتش
- جوران سفيجانوفيتش
- جوران سفيجانوفيتش على موقع كيكر (صحيفة)